# Montand la vie continue
Montand la vida continúa (título original en francés Montand la vie continue) es una obra biográfica del escritor franco- español Jorge Semprún, publicada en 1983 sobre la vida del cantante y actor Yves Montand y la larga amistad entre ambos.

## Presentación
La amistad de Yves Montand y Jorge Semprun se basó inicialmente en una vieja complicidad entre dos hombres de izquierda que nunca han ocultado su compromiso y que naturalmente se encontrarán en proyectos cinematográficos comprometidos que denuncian la violencia, la tortura y la dictadura.
Es sobre todo bajo los auspicios de otro amigo, el cineasta Costa-Gavras, que denunciarán el extremismo de todos lados donde Yves Montand es el héroe de los guiones escritos por Jorge Semprun.
Tres películas marcan este período : primero Z en 1969 donde Yves Montand interpreta a Grigoris Lambrakis, un diputado de izquierdas y líder socialista griego asesinado por el régimen de los coroneles, luego L'Aveu el año siguiente donde Montand interpreta al viceministro checoslovaco Artur London encarcelado por el régimen comunista antes antes de someterse a un juicio injusto y finalmente Estado de sitio en 1972, donde Montand interpreta a un estadounidense, personaje inspirado en parte en Dan Mitrione, asesor de varios países latinoamericanos, secuestrado por un grupo de izquierdas.
Yves Montand también interpretará el papel principal, el de Diedo Mora  en la película de 1966 La guerra ha terminado  dirigida por Alain Resnais, basada en un guion de Jorge Semprun y e interpretó el papel del comisario Pierre Marroux en la película Nechaïev está de regreso basada en la novela homónima de Jorge Semprún. En 1973 también aceptó interpretar al narrador de una película rodada por Jorge Semprun, titulada Les Deux Mémoires.

## Regreso del viaje

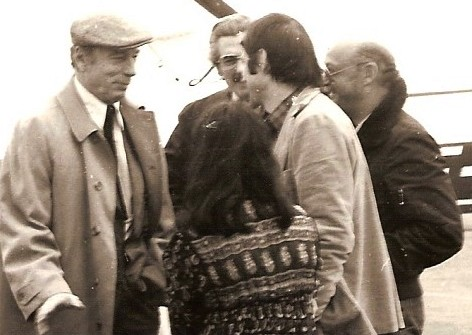

"No es de extrañar", señala Semprún, "que Diego Mora, el personaje de La guerra ha terminado, fabulosamente interpretado por Yves Montand, susurre un fragmento de Baudelaire en un momento dado. Acaba de llegar a París después de uno de sus viajes clandestinos. Está solo en su habitación. Está guardando papeles. Y dijo en voz baja, como si fuera evidente: "Y por las tardes en el balcón, velado por vapores rosados..." Este fue el comienzo de una larga colaboración entre ellos y una larga amistad.
Con motivo de un regreso de un viaje, Montand revisita su infancia en Marsella. De repente, le invadió un repentino deseo de volver a ver el callejón sin salida de las moreras y de su hermana Lydia, que lo ama con un amor posesivo. Durante un largo recorrido, Montand encontró una nota de su hermana en el hotel. Estaba conmovido y molesto a la vez. Un día, durante una discusión, Lydia Ferroni le contó que su padre Giovanni Livi había desembarcado en Marsella el 2 de febrero de 1924, huyendo del pueblo de Monsummano y del fascismo italiano, ella estaba segura de ello, estaba escrito en blanco y negro sobre el libro de Torquato Tasso titulado Jerusalén liberada, cuya existencia Montand había olvidado totalmente. Emoción. Lydia, memoria de la familia. Jorge Semprún entonces "recordó un poema de Baudelaire, sobre el cuadro de Eugène Delacroix de Tasso encadenado". Montand finalmente reconoció el grabado de su infancia en el libro. "Terminó recordando a Torquato Tasso".

## Autheuil-sur-Eure

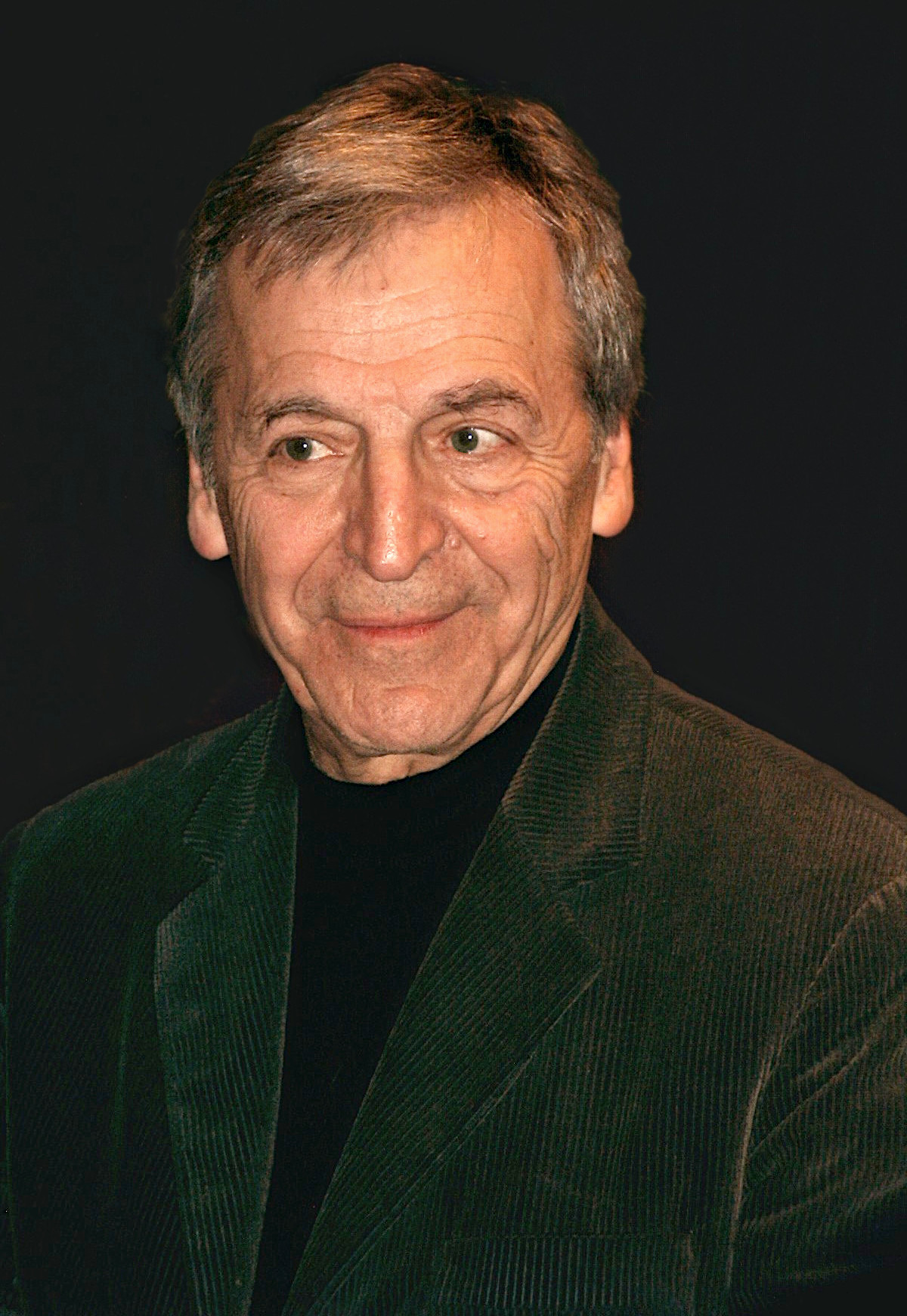
Costa-Gavras

El lugar privilegiado para las reuniones íntimas con amigos es la casa de campo de Yves y Simone en  Autheuil-sur-Eure. Jorge Semprún lo describe así: "Un gran solitario que está en movimiento cuando no está trabajando, Montand no es un hablador. Sin embargo, su lenguaje es un discurso. Franco, incluso. Magnífico, por cierto. En 1963, Semprún frecuentaba la casa de Autheuil, "era una especie de paraíso de amistad. »
No hablaban mucho de política y mucho de cine, "sobre todo cuando estaba Costa-Gavras, y él estaba allí a menudo". Su primera película, Los raíles del crimen, fue concebida en Autheuil, "un producto puro del bocage de Normandía". Montand confió a Alain Rémond: "Es de Los raíles del crimen de donde sale mi verdadera vocación, mi verdadero compromiso con el cine".
Fue entonces, a través de Jorge Semprún, que Montand conoció a Alain Resnais y este interpretó el papel de Diego Mora en La guerra est finita. La película sufrió algunos cambios tras su estreno, retirada de los festivales de Cannes y Karlovi Vary debido a las reacciones reivindicativas de la España franquista. A partir de entonces, Montand se dedicó al cine y, en poco más de 3 años, rodó 8 películas importantes.
Fue entonces, a través de Jorge Semprún, que Montand conoció a Alain Resnais e interpretó el papel de Diego Mora en La guerra ha terminado. La película pasó por algunas encarnaciones cuando se estrenó, retirada de los festivales de Cannes y Karlovy Vary debido a las reacciones vengativas de la España franquista. A partir de entonces, Montand se dedicó al cine y, en pocos años de lectura, rodó 8 películas importantes.

## La ruptura

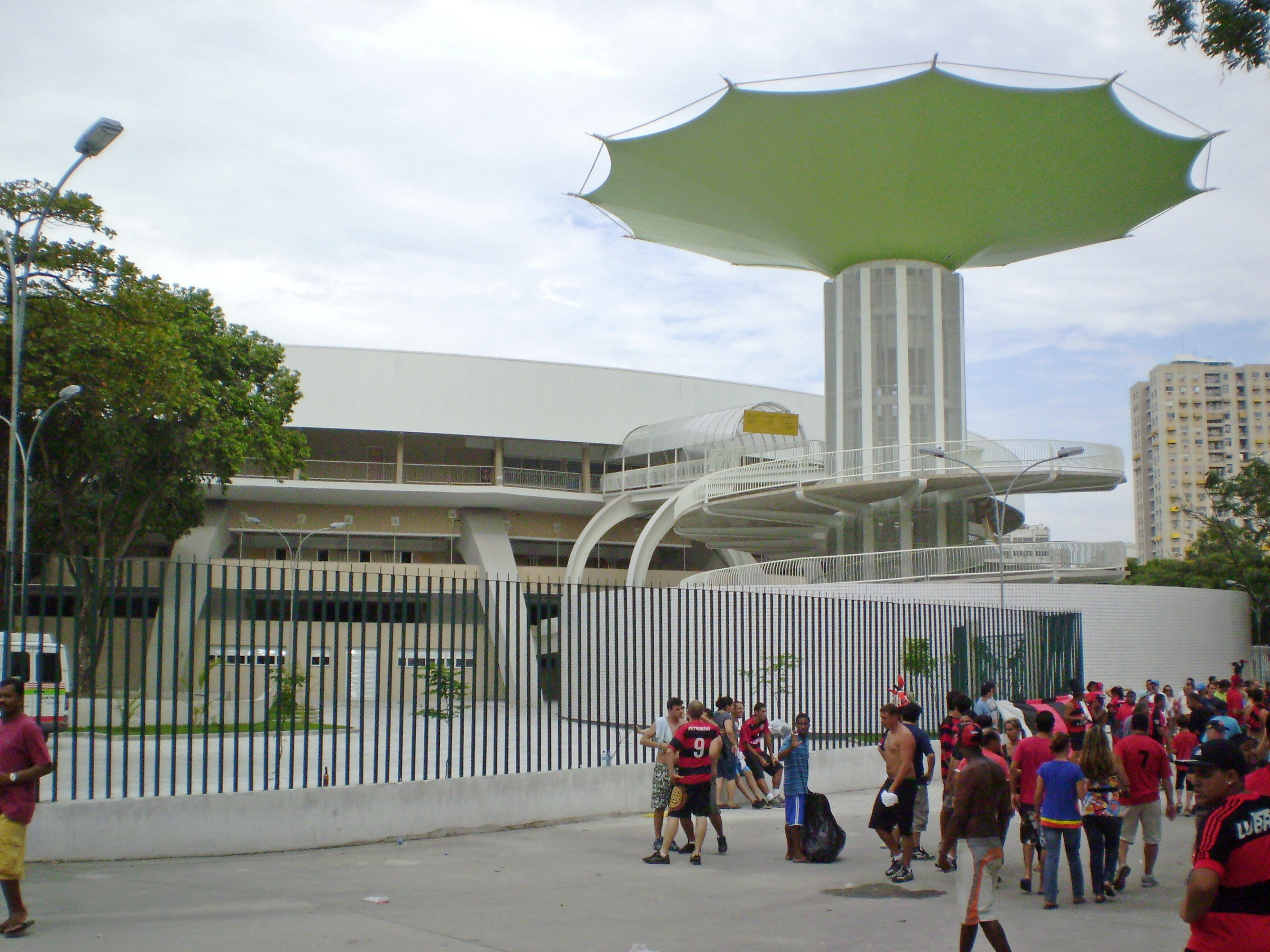
Estadio Maracanazinho

Montand triunfó en todos los escenarios del mundo: en el Maracanázinho, "14.000 brasileños, de pie, lo ovacionaron de pie, "en Washington, ahora lo llamaban 'El francés que habla el idioma de todos'", hasta la noche del 7 de septiembre de 1982 y la apoteosis en el Metropolitan Opera de Nueva York. Los titulares de los periódicos eran delirantes, "Montand est formidable" era el titular de uno de ellos en francés. »
Pero más allá del éxito, estaban las dificultades del trabajo, "la inevitable soledad del cantor de multitudes", también estaba su despedida en 1956 de los moscovitas congregados en el estadio Luzhniki. Primeros signos de la ruptura con el comunismo. Yves Montand ha creado un personaje Madame Pluvier, una militante de base del Partido Comunista Francés (PCF) para la que inventa una vida llena de anécdotas divertidas. Lo juega con sus amigos que están en el secreto y conocen las aventuras de este pobre militante. Semprun convertirá a Bernadette Pluvier en un pequeño personaje en La guerra ha terminado. Un guiño a mi amigo Montand.
La ruptura se produjo en 1968. Durante los "sucesos" "Montand no dijo nada. Va de un lugar a otro. Observa, escucha. En el cine, se involucró en el personaje de Lambrakis, el héroe de la película Z, que tuvo un gran impacto en los cambios que se estaban gestando. Durante este año, Montand no ha estado ocioso: después de "Z", es una serie de recitales en el Olympia  y luego en Hollywood para una película a fin de año.
Según Jorge Semprún, Piaf representaba una especie de síntesis entre la joven desenfadada y la imagen de pureza femenina encarnada por su madre. Pero una mujer tenía que aportarle algo más, algo más, una experiencia que le interesaba, le preocupaba y que más tarde encontraría en Simone Signoret. Pero en la hora de la ruptura, es la imagen del padre la que surge, el padre comunista que desaparece en el momento en que el hijo rompe con el Partido Comunista.
La confesión fue, ante todo, una película de actores, escribe Semprún. "En primer lugar, es la película de Montand. No sólo porque el peso de la historia recae enteramente sobre él, sino también porque se ha comprometido con ella totalmente, con una especie de furia oscura y contenida. Una gran actuación. En Télé 7 jours, Jacqueline Michel escribió: "Es un eufemismo decir que Yves Montand interpreta a Artur London. La identificación es tan total, tan dolorosamente absoluta, que uno se avergonzaría de hablar de la actuación de un actor. Lo que hace va mucho más allá de eso. Su interpretación es aún más notable si se tiene en cuenta que esta película austera y dolorosa se inserta entre dos comedias, El diablo de la cola, de Philippe de Broca y La Folie des grandeurs de Gérard Oury.
Obviamente, el estreno de la película fue épico. Pero seis años más tarde, la película se proyectó en televisión, en los 'Dossiers de l'écran' en un ambiente distendido. Las cosas cambiaron: "En diciembre de 1976, Franco llevaba muerto un año. Pronto, el Partido Comunista de España volvería a la legalidad democrática. La guerra había terminado realmente. Y Jorge Semprún escribió Autobiografía de Federico Sánchez. Pero once años después, anticipa Semprún, "íbamos a ver el mismo tipo de comportamiento de nuevo. Sobre Polonia esta vez. »

## Entre carrera y compromiso
Después de la represión del general Jaruzelski en Polonia, Montant decidió reaccionar. El 16 de diciembre de 1981 apareció en Europa 1 con Michel Foucault para denunciar las detenciones y el control de Solidarnosc. Ya en febrero de 1974 había organizado un recital excepcional para los refugiados chilenos para mostrar su solidaridad con todos los chilenos víctimas de la dictadura de Pinochet, país en el que había rodado Estado de sitio con Costa-Gavras. Durante este recital, Jorge Semprún vuelve a lo solitario, "como todas las grandes bestias de los escenarios, Montand es un solitario. Pero su soledad está llena de vitalidad... como una pulsión vital. »
Fue en 1979 cuando Montand decidió volver a los escenarios: un gran reto para un estreno en el Olympia que tuvo lugar el 13 de octubre de 1981, el día de su sexagésimo cumpleaños. Según él, todo se redujo a Autheuil. "Estaba solo, paseando por su casa, vestido como de costumbre en ese momento con pantalones y un chaleco de terciopelo negro con terciopelo acanalado, sobre una camisa blanca". A modo de juego, lleva un sombrero de copa y se mira en el espejo al pie de la puerta divisoria, tiene "la deslumbrante intuición de que está en este atuendo familiar... que el espectáculo tenía que comenzar. »
Pero a finales de 1981, denunció la represión en Polonia en Europa 1 y bajó una pancarta de Solidaridad en el escenario del Olympia al final de su espectáculo. La polémica creció, sobre todo con el Partido Socialista, porque al final, Yves Montand era un hombre libre que sólo se contrataba a sí mismo, mientras que un hombre como Lionel Jospin estaba sujeto a las limitaciones inherentes a la acción política.
Pero a finales de 1981, denunció ante el micrófono de Europa 1 la represión en Polonia y derribó un cartel de Solidarnosc en el escenario del Olympia, al final de su espectáculo. La controversia creció, especialmente con el Partido Socialista porque, en última instancia, Yves Montand era un hombre libre que se comprometía sólo a sí mismo, mientras que un hombre como Lionel Jospin estaba sujeto a las limitaciones inherentes a la acción política.
Para llegar a este punto, en ese momento de su vida en el que defendió a chilenos y polacos contra la arbitrariedad, Yves Montand evolucionó, "redescubrió su verdad política", especialmente "a través de su experiencia como actor de cine".
En Nueva York, el 2 de septiembre, está Simone "que ya ha marcado su territorio". Esta vez, está aquí después de una larga enfermedad que la ha mantenido alejada de la preparación y el inicio de la gira.
El 19 de octubre de 1982, Jorge Semprún partió para unirse a Montant, quien estaba dando un concierto en Los Ángeles en el Teatro Griego. Llega justo cuando está cantando su canción Les grands boulevards.

## Escena retrospectiva

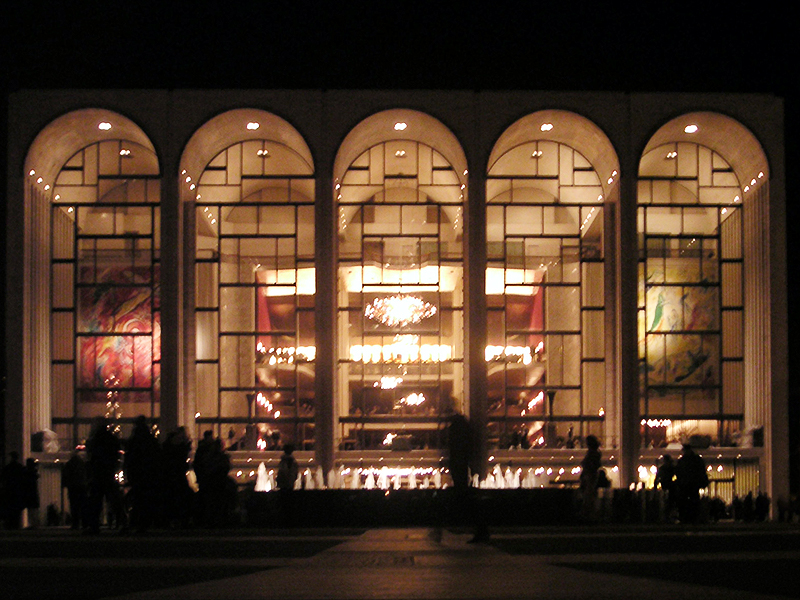
Ópera Metropolitana

Era el final de esta gran gira, y Montand "como estaba un poco triste y muy feliz, estaba exuberante". Hubo un coro de elogios por su actuación, pero a veces irritación por parte de Simone Signoret, que estaba cansada de la reminiscencia del episodio de Marilyn Monroe. Durante el recorrido, Montand siguió la noticia, que fue objeto de mucha discusión con Jorge Semprún: "En Osaka, tuvimos varios días bastante tranquilos, que pudimos dedicar a nuestras actividades favoritas: hablar y caminar". A un periodista que le hizo una pregunta capciosa sobre Israel, respondió: "No estoy a favor de Israel, sistemáticamente. Siempre estoy a favor de la democracia... »
Jorge Semprún contempla la silueta de Montand "perdido en medio del escenario del MET, el Metropolitan Opera de Nueva York". Qué emoción es cuando "canta-recita" Les bijoux a un poema de Baudelaire. El sueño se hizo realidad. Fabuloso reconocimiento, extraordinario destino para este hombre que proviene de uno de los barrios más pobres de Marsella. "Había cruzado el mundo del trabajo, del tiempo contado, asentado, cortado". Se estrenó en el barrio de Saint-Antoine, ante un público "alborotado y encantado". Todavía recuerda los gritos de su madre llamándole: "¡Ive, monta!, ¡Ive, monta!". La guerra puso fin a su carrera y volvió a trabajar en el lugar que le había asignado el orden social, "el terrible desorden de la injusticia social": un trabajo como obrero en los Chantiers de Provence. Pero reanudará su lucha, "arrancando esta cadena, tirando de este collar hasta que se rompa".
Pero los comienzos fueron duros. Huyó de la  Milicia, cantó en clubes nocturnos, vivió en hoteles tuertos y luego luchó en la ABC para retener a una audiencia ansiosa por respetar el toque de queda. Y gana. Treinta y ocho años después, hubo una gran ovación en Nueva York. Hace una reverencia, sonríe, regresa y regresa al escenario para comulgar con su público. Y en esos momentos privilegiados, Jorge Semprún piensa que es la imagen de su padre la que se insinúa en su triunfo, "que acaba de cruzar el escenario, con paso pesado y ligero a la vez, como el de los fantasmas de una obra de Giraudoux ".